# Superstition (serie televisiva)
Superstition è una serie televisiva statunitense ideata da Joel Anderson Thompson e Mario Van Peebles per Syfy.
Ha debuttato negli Stati Uniti il 20 ottobre 2017, mentre in Italia è stata distribuita dal 29 aprile 2018 su Netflix. La serie è stata cancellata da Syfy dopo una sola stagione.

## Trama
La serie racconta la storia della famiglia Hastings, i proprietari di una casa di pompe funebri e del cimitero nella misteriosa città di La Rochelle, in Georgia. La famiglia fornisce servizi aggiuntivi per le conseguenze di morti uccisi da infernali demoni.

## Episodi
| Stagione       | Episodi | Prima TV USA | Pubblicazione Italia |
| -------------- | ------- | ------------ | -------------------- |
| Prima stagione | 12      | 2017-2018    | 2018                 |

## Personaggi e interpreti

### Principali
- Isaac Hastings, interpretato da Mario Van Peebles
- Bea Hastings, interpretata da Robinne Lee
- Calvin Hastings, interpretato da Brad James
- May Westbrook, interpretata da Demetria McKinney
- Garvey Westbrook, interpretata da Morgana Van Peebles
- Tilly, interpretata da Tatiana Lia Zappardino

### Ricorrenti
- The Dredge, interpretato da W. Earl Brown
- Russ, interpretato da T. C. Carter
- Zia Nancy, interpretata da Jasmine Guy
- Dr. Kim, interpretato da David E. Collier